# The Black and White Album
The Black and White Album ist das fünfte Studioalbum der schwedischen Alternative-Rock-Band The Hives. Bekannt ist das Album durch die Songs Tick Tick Boom, T.H.E.H.I.V.E.S. und Won't Be Long (Titelsong einer Suzuki-Werbekampagne für Deutschland).
Der Titel des Albums bezieht sich laut dem Leadsänger Pelle Almqvist auf die gegenwärtige Generation der Menschheit, welche sich zunehmend auseinanderlebt. Der Kontrast Black and White (schwarz und weiß), welcher besonders Ausdruck in der einheitlich schwarz-weißen Kleidung der Band findet, soll die Gefahr einer uneinheitlichen Welt unterstreichen. Die Band glaubt fest an die zukünftige Vereinigung und Vereinheitlichung aller Generationen der Masse. Die Anzüge stellen eine Art Uniform dar, welche die Gleichheit aller darstellen soll.

## Titelliste
1. Tick Tick Boom – 3:41
2. Try It Again – 3:29
3. You Got It All... Wrong – 2:42
4. Well All Right – 3:29
5. Hey Little World – 3:22
6. A Stroll Through Hive Manor Corridors (instrumental) – 2:37
7. Won't Be Long – 3:46
8. T.H.E.H.I.V.E.S. – 3:37
9. Return the Favour – 3:09
10. Giddy Up! – 2:51
11. Square One Here I Come – 3:10
12. You Dress Up for Armageddon – 3:09
13. Puppet on a String – 2:54
14. Bigger Hole to Fill – 3:37

Alle Songs wurden von Randy Fitzsimmons geschrieben. Aufgenommen wurde das Album in Mississippi, Stockholm, Fagersta, London, Miami und Crundale.

## Singles
2007, kurz vor der Veröffentlichung des Albums, wurde die erste Single Tick Tick Boom veröffentlicht. Zudem wurde weiterhin ein erstes Musikvideo zu der Single veröffentlicht. 2008 folgte dann die Single T.H.E.H.I.V.E.S. 2009 wurde der Hit Won't Be Long zum Titel einer deutschen Werbekampagne für den japanischen Autohersteller Suzuki gewählt.

## Gebrauch in den Medien
Der Song Tick Tick Boom wurde 2008 im deutschen Kinofilm Die Welle verwendet. 